# ドナウヴェルト
ドナウヴェルト（ドイツ語: Donauwörth、ドイツ語発音: [doːna‿uˈvøː̯ɐt]、アレマン語: Donauwerth）は、ドイツ連邦共和国バイエルン州シュヴァーベン行政管区のドナウ＝リース郡に属す大規模郡都市で、同郡の郡庁所在地である。ロマンティック街道沿いの都市であり、観光客も多く訪れる。同時にリヒテンシュタイン公国のリヒテンシュタイン家の発祥の地でもある。

## 地理

### 位置
ドナウヴェルトはシュヴァーベン北部、ヴェルニッツ川、ツーザム川、ケッセル川、シュムッター川がドナウ川に注ぐ河口沿いに位置する。ドウナヴェルトから約12km東でレヒ川がドナウ川に合流する。この都市はシュヴェービシェ・アルプが東に突き出した箇所に位置している。
近隣の都市としては、約40キロ南にアウクスブルク、50キロ東にインゴルシュタット、25キロ北西にネルトリンゲン、85キロ北にニュルンベルクが位置している。

### 市の構成

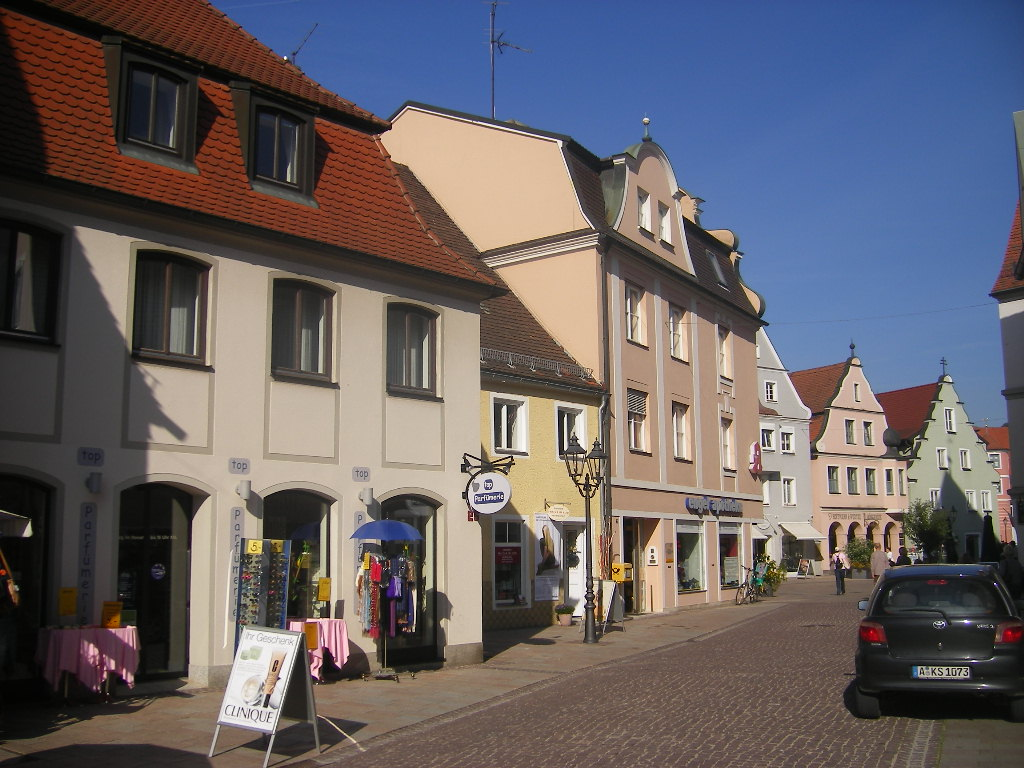
ドナウヴェルトの中心街

本市は、公式には34の地区 (Ort) からなる。このうち小集落や孤立農場などを除く集落を以下に列記する。
| - アウフゼスハイム - ベルク - ドナウヴェルト - フェルスハイム - ノルトハイム | - リートリンゲン - シェフシュタル - ヴェルニッツシュタイン - ツィルゲスハイム - ツーズム |

### ドナウヴェルトの集落地理学上の状況
集落地理学の見地から見るとドナウヴェルトは分断された形の都市である。旧市街はヴェルニッツ川とシェレンベルク（丘陵）との間に押し込まれた形で位置している。このため旧市街が引き続き拡大して行く可能性は、自然条件上わずかでしかなかった。そこで、市街地はもっぱら北へ、ベルガー・フォアシュタット（フォアシュタットは旧市街の市門の外側に形成された衛星都市）を経由して伸びって行ったのだが、ここから北はベルク区として分離されている。南はヴェルニッツ川の分流であるクライナー・ヴェルニッツ（小ヴェルニッツ）を挟んでリーダー・フォアシュタット（一般には単に「リート」と呼ばれる）が旧市街と向かい合う。さらに南のヴェルニッツ川本流の対岸には（つまり、リートはヴェルニッツ川の中州にあたる）、バーンホーフスフォアシュタット（駅前の衛星都市）が位置している。しかし、この市街区は鉄道路線によりはっきりと境界がひかれている。旧市街の東側には、ツィルゲスハイマー・フォアシュタットというわずかばかりの市街区が続く。この市街区はドナウ川とシェレンベルクとの間に押し込まれるように存在している。旧市街の南東端のすぐ南側でヴェルニッツ川とドナウ川が合流する。この南側は、旧市街の西側同様、単に川を隔てていると言うだけでなく、この川の氾濫原となる住むには適さない地域である。この結果、西側にほとんど居住者がおらず、南もアウクスブルク街道沿いにわずかに住居があるだけで、中核市区はここで終わっている。こうした地理的な条件によりドナウヴェルトはその各方面に均等に発展して行くという過程を採ることができなかった。やがて居住地は氾濫とは無縁な地区に移っていった。バーンホーフスフォアシュタット西側の、線路の北側にノイデック地区、南側にラムベルク地区が形成された。そのさらに南にはリートリンゲン区が設けられ、市内の重要な住宅地区に発展していった。
市街区が狭く発展の余地がないことから、新たに開発された居住区がパルクシュタットである。パルクシュタットはジュラ台地（シェレンベルク）の裏に造られた住宅地で、第二次世界大戦後に造成されて以後、ドナウヴェルト市の人口のかなりの部分をこの地区が担っている。パルクシュタットは南北に細長い形をしており、幅は500mほどだが、長さは2km以上ある。
パルクシュタットの南東に接してアルフレート・デルプ・カゼルネ（兵舎または官舎）があり、その周辺にあたるシェレンベルクの南斜面のドクトル・レッフェラート通り沿いに住宅地がある。
この他の市区については、他の多くの都市と同様、これまで述べた市区構造とは空間的に隔たって位置している。

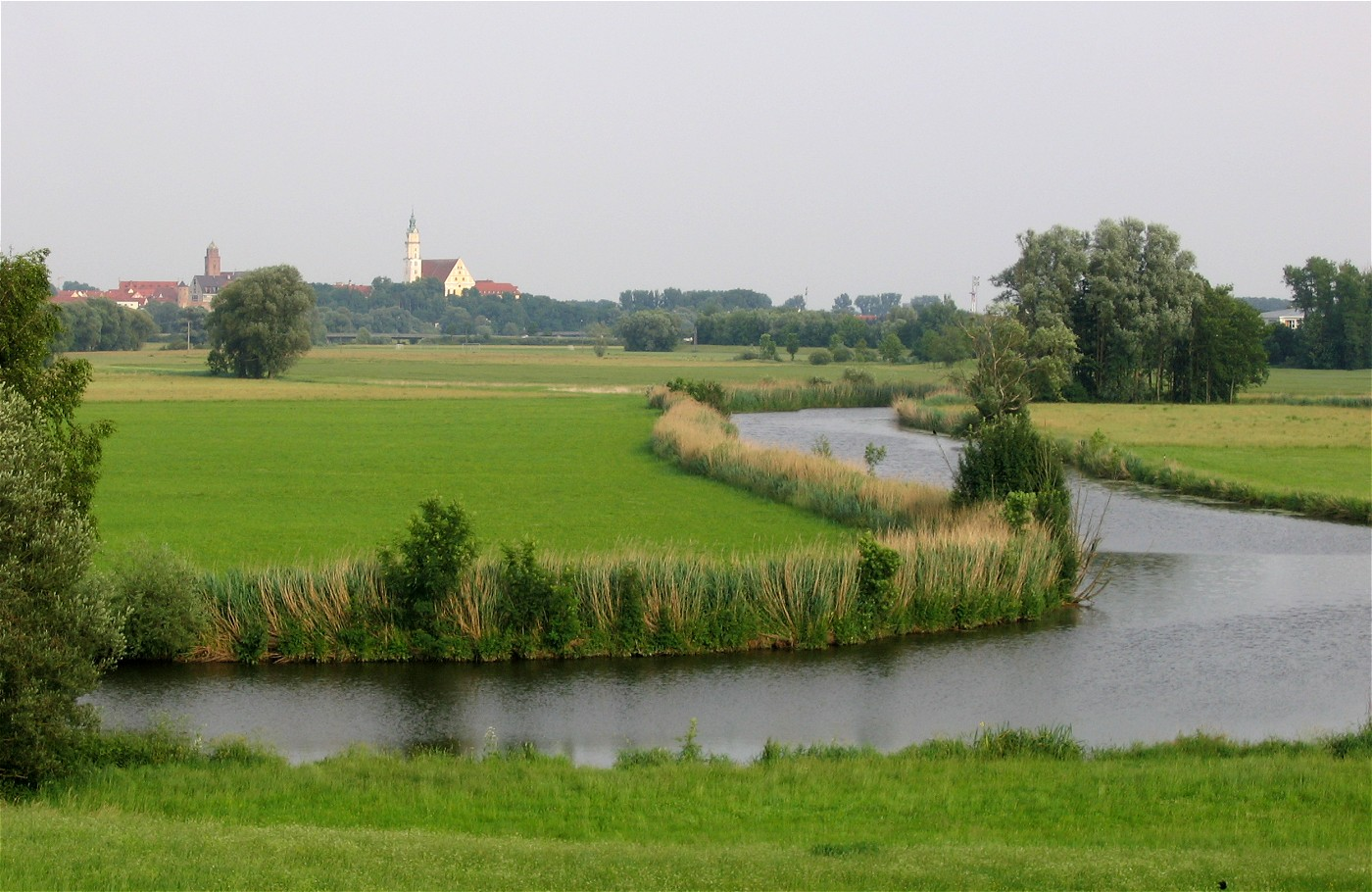
聖十字架教会遠望。手前の川はヴェルニッツ川。左手のレンガ色の塔は聖母教会の塔である。

こうした都市構造の分裂状態は、しかし、この都市の外観に顕著で魅力的な眺めを与えてもいる。
- 聖十字架教会が中核市区から西へ登った高台にある。トロイヒトリンゲン方面からやって来る鉄道客らは、数km先からこの教会の西のファサードを眺めることができる。このため聖十字架教会はこの町を特徴づける建築として印象づけられるのである。
- 旧市街が海抜約410mであるのに対して、パルクシュタットは海抜約500mに位置している。パルクシュタットは市の西側からもよく見える。とくにドクトル・ミヒャエル・ザマー・リング沿いの高い建物がパルクシュタットを特徴づけている。特に南からやって来た場合、パルクシュタットをドナウヴェルトの場所を示す指標となる。アウクスブルク方面から来てジュラ高地が見えたとたんにパルクシュタットの建物が目にはいるからである。

## 歴史
西暦500年頃には既に最初の核となる入植地が現在のリートに造られた。955年のレヒフェルトの戦いに向かう頃、ドナウ川に最初の橋が架けられた。1049年に教皇レオ9世によって聖十字架修道院が設けられた。この修道院は、かつてはマンゴルトシュタイン城に組み込まれていた。1193年に皇帝ハインリヒ6世によって都市に昇格した。
1176年から1266年まで、この都市は帝国レーエンとしてホーエンシュタウフェン家が直接統治していたが、1266年にバイエルン公家のヴィッテルスバッハ家に質入れされた。ホーエンシュタウフェン家の単頭の鷲は1530年まで市の紋章に使われていたが、その後双頭の帝国鷲に置き換えられた。
1256年、バイエルン公兼ライン宮中伯ルートヴィヒ2世は、妃マリア・フォン・ブラバントをはっきりしない根拠を基に姦通罪で斬首した。この悲劇的な事件は現在でも定期的に芝居の題材に取り上げられる。
1301年にこの都市は帝国直轄の都市、すなわち帝国自由都市となり、皇帝の直接支配下に置かれた。
バイエルン＝ランツフート公ルートヴィヒ9世のこの街での生活はバイエルン戦争のために失われた。
1331年にシュヴァーベン都市同盟が締結された。カール4世は巨額の借金のためにこの都市を債権者に割譲しなければならなくなった。

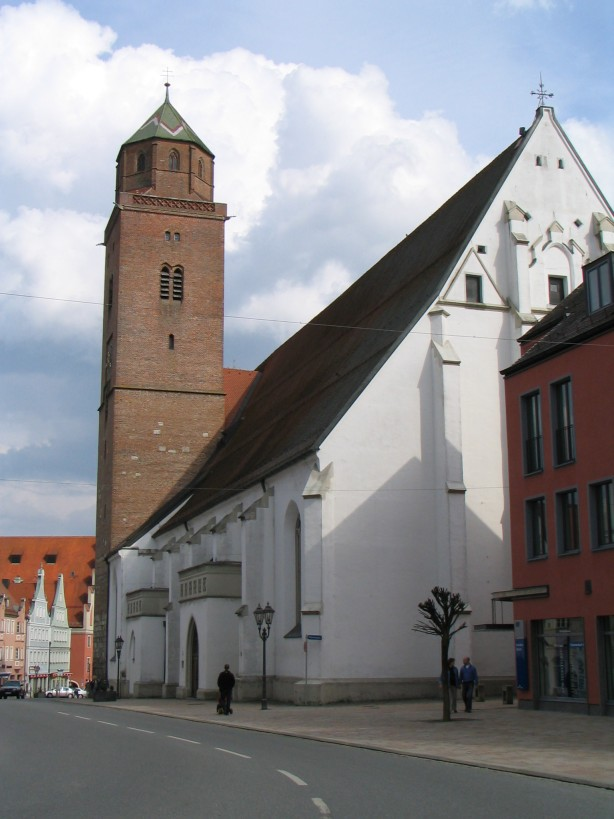
我らが聖母教会

1444年から1473年に手狭になった聖ウルリヒ教会に代わる都市教区教会として我らが聖母教会が建設された。
1488年にドナウヴェルトはシュヴァーベン同盟に加盟した。
宗教改革の時代、この街はプロテスタントを支持した。1606年の聖マルコの日に起きたいわゆるKreuz-und Fahnengefecht（十字架と旗の戦い）で帝国アハト刑となり、バイエルン公マクシミリアン1世によって統治される担保領地とされた。マクシミリアン1世による刑の執行は有効な諸権利を侵害した。ドナウヴェルトはシュヴァーベン・クライスに属しており、この事態への対応をクライスの長官に委託した。この占領に対する反応が、1608年にプロテスタント同盟としてプロテスタント諸侯を団結させたのであった（カトリック側はカトリック連盟を結成）。盟主はマクシミリアン1世と同族のプファルツ選帝侯（ライン宮中伯）フリードリヒ4世で、死後は息子のフリードリヒ5世が後を継ぎ、後の三十年戦争で両者は敵味方に分かれて戦った。
1632年、この都市はスウェーデン王グスタフ2世アドルフに占領された。
1704年7月2日、ドナウヴェルト近郊のシェレンベルクでシェレンベルクの戦い（スペイン継承戦争の一部）が行われた。オーストリア・イギリス連合軍の部将マールバラ公ジョン・チャーチル及びバーデン＝バーデン辺境伯ルートヴィヒ・ヴィルヘルムが率いる大同盟軍がフランス側のバイエルン軍を打ち破った。この勝利とそれに続くドナウヴェルト占領によりドナウ防衛線が完成し、バイエルン選帝侯マクシミリアン2世は同盟軍側への干渉を断念した。その後マクシミリアン2世はブレンハイムの戦いで同盟軍に大敗して南ネーデルラントへ逃亡、バイエルンは占領され終戦まで解放されなかった。
その後ドナウヴェルトはバイエルンの田舎町に格下げされ、自治権ばかりか住民の半分をも失った。この損失は19世紀になってやっと補われた。1940年には郡独立市の地位も与えられた。
第二次世界大戦終戦直前、1945年4月11日と19日の2度にわたってアメリカ軍第8空軍および第9空軍による空爆を受けた。この攻撃で約300名が死亡した。駅周辺や市中心部はほぼ完全に破壊された。ドナウヴェルトはヴュルツブルクに次いでバイエルン州で2番目に大きな破壊を受けた。1946年に歴史的なライヒス通りの再建が始まった。
ドナウヴェルトは1958年からドイツ連邦軍の駐屯地である。新しい兵舎はカトリック司祭で反ヒトラー運動家のアルフレート・デルプに因んで命名されている。彼は1945年に人民法廷で死刑宣告を受け、処刑された人物である。冷戦終結後の軍備縮小はドナウヴェルトにも影響を及ぼし、この街にあった戦車砲兵大隊が1990年以後廃止された。
市町村再編に伴い、1971年5月1日にアウフゼスハイム、ノルトハイム、ツィルゲスハイムがドナウヴェルトに併合された。1972年1月1日にはリートリンゲンとツーズムが、1973年1月1日にはベルクがこれに続いた。1978年1月1日には、さらにヴェルニッツシュタインとシェフスタルが合併した。

## 行政
上級市長は、ユルゲン・ゾレ（無所属）である。彼は2020年3月31日の決選投票で 60.91 % の支持票を獲得して対立候補のミヒャエル・ボッセ (Freie Wähler Bayern) に勝利して上級市長に選出された。

### 姉妹都市
- ペルヒトルツドルフ（オーストリア、ニーダーエスターライヒ州）1973年

## 文化と見所

### 見所

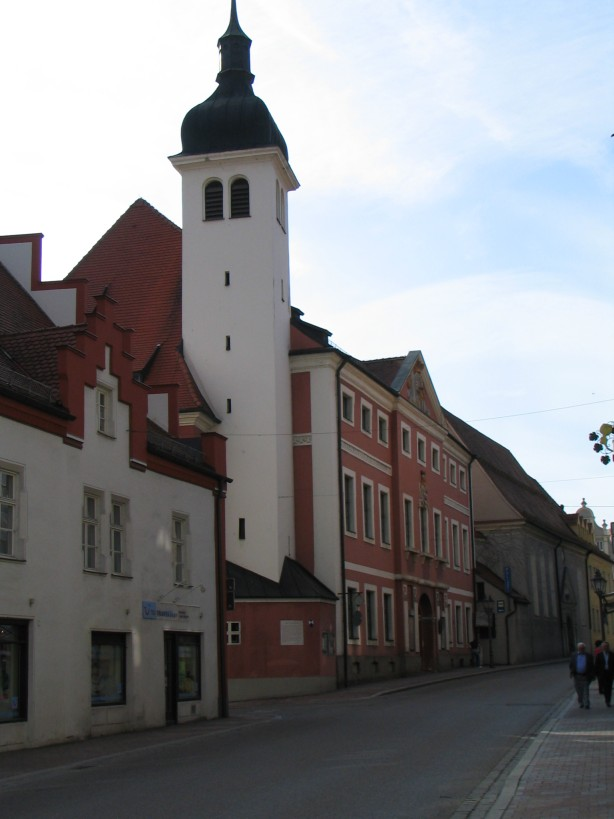
ドイチュオーデンハウス

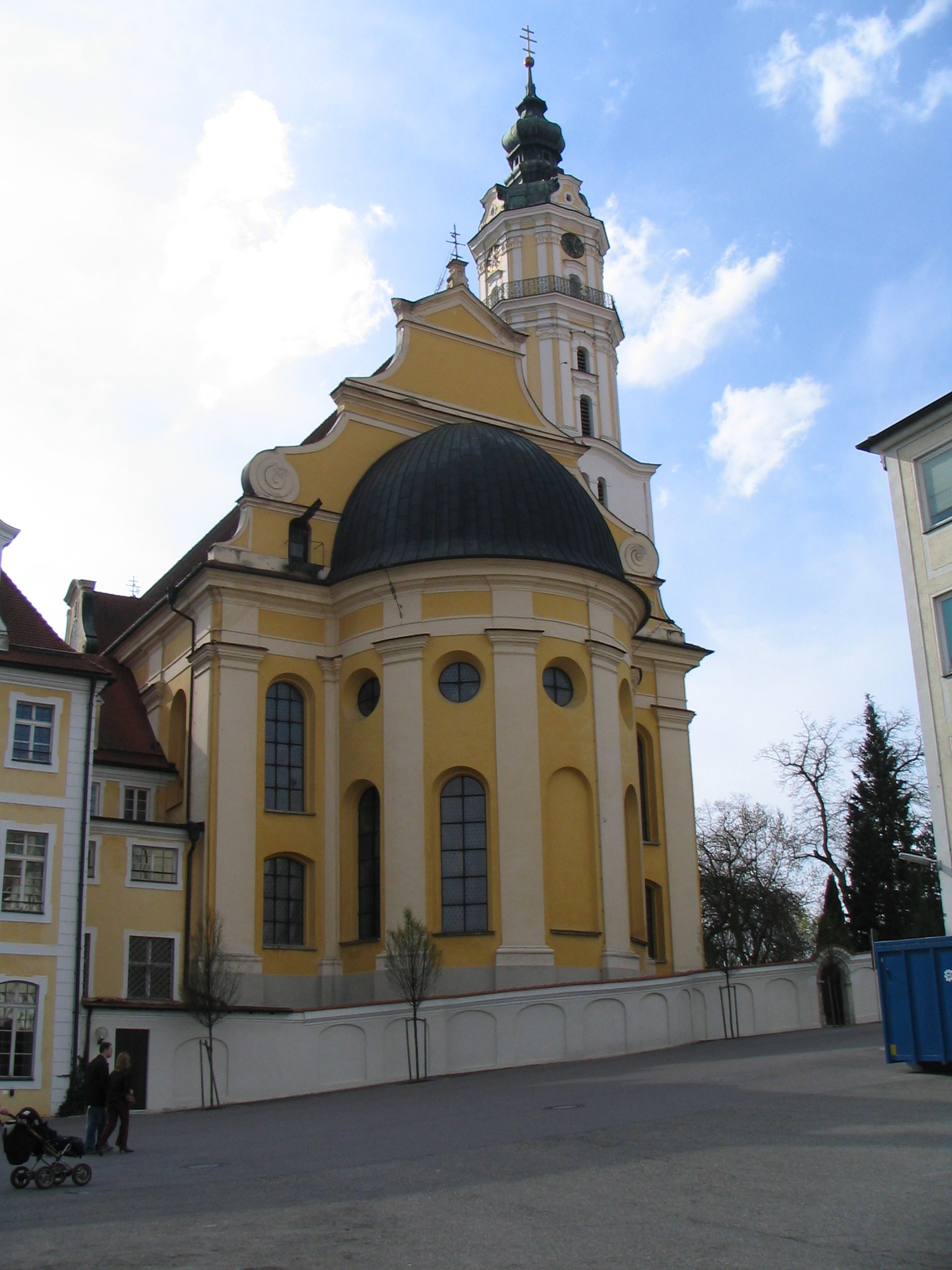
聖十字架教会

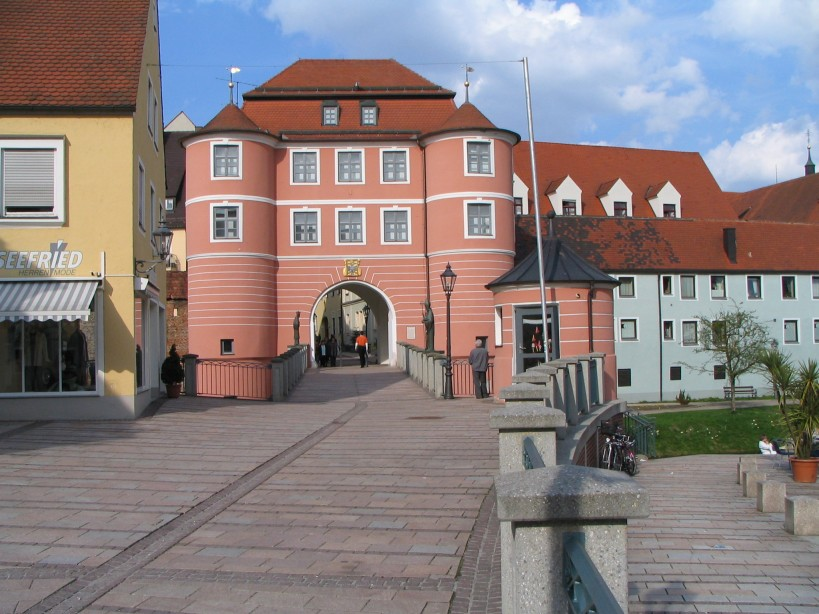
リーダー門

- ドイチュオーデンハウス（ドイツ騎士団館）はドイツ騎士団の最も古い建物の一つである。この騎士団は1197年に設立された。1214年にフリードリヒ2世は、集めた喜捨によってドナウ川の最も古い橋のたもとに建てた礼拝堂をこの騎士団の病院兄弟団に委ねた。ハインリヒ・フォン・ツィップリンゲンは騎士修道会管区庁として1332年に自分の下位にある修道士全員をドナウヴェルトに移し、住居と礼拝堂を拡大した。現在の建物は、騎士修道会管区庁リートハイム男爵によって1774年から1778年に建てられたものである。この建物は現在、市立絵画ギャラリーやドナウヴェルト警察本部などが入居している。見所は画家のヨハン・バプティスト・エンデルレにちなんで名付けられたエンデルレザールである。
- 市庁舎は1236年に建てられた。1308年にマンゴルトシュタイン城の廃石材を利用して拡張された。その後14世紀中に2回火事で破壊されている。16世紀には3階分が上乗せ・増築された。特徴的なマンサード屋根（二重勾配の腰折れ屋根）は18世紀に葺かれたものである。1853年にネオゴシック様式に改築され現在見られる胸壁飾りと小塔が取り付けられた。1973年から75年、1985年から86年に市庁舎は完全に改修された。1986年、ドナウヴェルト市庁舎建立750年を機会に、市庁舎の西の破風にからくり時計が取り付けられ、毎日よく知られた民謡の旋律を奏でる。また、ヴェルナー・エックの歌劇『魔法のヴァイオリン』から採られた歌も演奏されている。
- 我らが聖母教会（ミュンスター）は、ライヒス通りの最も高い場所に建つ、3つの翼廊からなるゴシック様式レンガ造りのホール式教会である。建設は1444年に開始され、23年後の1467年に完成した。ミュンスターの塔は1732年までゴシック様式の尖塔型の屋根を戴いていたのだが、2度の落雷によって破壊された。塔には5つの鐘が備えられており、サルヴェ・レジーナを奏でることができる。最も古い鐘は1388年製のマリアの鐘である。これは前身の建物から引き継がれたものであり、30ツェントナー（約1.5t）の重さがある。「プンメリン」と呼ばれる最大の鐘は1512年に鋳造されたもので、重さ131ツェントナー（約6.55t）のシュヴァーベン最大の鐘である。この教会は、本祭壇上の1513年製ゴシック様式のキリスト像や右の脇祭壇の1508年製のピエタ像をはじめ、いくつかの特筆に値する芸術作品を有している。最も古い芸術作品はおそらく聖具室入り口上にある聖母の石像で、1425年頃の作品である。このミュンスターは第二次世界大戦の空爆により甚大な被害を受けたが、その後何十年もの間に徐々に修復された。
- 聖十字架修道院の巡礼教会は、後期バロック様式ヴェッソブルン派の典型例である。ここにはキリストの十字架の破片を収めた聖体顕示台が保管されている。
- カトリックの都市教区教会であるキリスト被昇天教会はパルクシュタットにある。
- ライヒス通りは、この市の中核部を形成している。この名前は、この通りが帝国自由都市のニュルンベルクとアウクスブルクとを結ぶ神聖ローマ帝国の街道の一部であったことに由来する。現在、この通りはロマンティック街道の一部となっている。通り沿いには切妻屋根の民家がアンサンブルを形成している。1945年4月の2度の空襲でライヒス通りはほぼ完全に破壊されたが、1946年に原型に忠実な再建が開始された。
- タンツハウス（舞踏館）は1400年頃に建設された。初めは市立の商店兼舞踏館として利用された。市参事会はここで日曜日に市民舞踏会を開催していた。皇帝マクシミリアン1世も市民とともにパーティーを開いて楽しんだ。1570年からスペイン継承戦争で焼失した1704年までは穀物市場（兼穀倉）として利用された。1872年にタンツハウスは完全に改装されたが、1945年の空爆で礎石まで破壊された。再建は1973年から75年になされた。タンツハウスには現在、客席600席の劇場ホールやレストランなどが入居している。3階には考古学博物館があり、石器時代からアレマン時代までのドナウ＝リース軍地域の入植の歴史を展示している。
- 市壁にあった4つの大きな出入り口のうち、最後まで遺っているのがリーダー門である。この門は、1811年から現在の建物になった。ここは現在、「郷土史の家」となっている。
- マンゴルトフェルゼン野外劇場、毎年夏に2つの異なる演目が演じられる。
- カルヴァリの丘の十字架の径
- ヴェルト城趾

- 市庁舎
- 聖母教会のピエタ像
- ライヒス通り

### 年中行事
- シュヴァーベンの中州の子供祭（Schwäbischwerder Kindertag）：毎年7月にパレードが行われる。2年に1度歴史劇が上演される。歴史劇は1000人以上の学童が参加し、この街の歴史上の事件を演じる。
- ライヒス通りフェスト：2年に1度。
- マンゴルトフェルゼン野外演劇：6月 - 8月
- 漁夫の舟合戦：2年に1度。舟に乗った漁師が竿で互いを突き落とす行事。
- リートリンゲンのピッツブルンネン・フェスト：2年に1度
- エコ・マルクト・シュヴァーベン

### スポーツ
VSC 1862 ドナウヴェルトの女子卓球チームは、1970年代から80年代に卓球女子ブンデスリーガでプレイした。このチームは1991年にブンデスリーガから脱退した。

## 経済と社会資本

### 交通

#### 道路交通
ドナウヴェルト近郊で、連邦道B2号線（ニュルンベルク - アウクスブルク、アウクスブルクからドナウヴェルトまではアウトバーンに準ずる規格で造られている）と連邦道B16号線（ウルム - レーゲンスブルク）および連邦道B25号線（ウッフェンハイム - ドナウヴェルト）が交差する。

#### 鉄道
ドナウヴェルトはアウクスブルクからトロイヒトリンゲンやニュルンベルクへの長距離列車とレーゲンスブルクやインゴルシュタットからウルムに至るドナウタール鉄道とが交差する地点にあり、アーレンへ向かうリース鉄道の起点でもある。平日はアウクスブルクへは半時間毎、他の方面へは1時間毎に列車が発着する。週末は2時間毎（アウクスブルクへは30分から90分間隔）となる。ニュルンベルクからインゴルシュタットを経由してミュンヘンに至る高速鉄道路線があるため、ドナウヴェルトを経由するICEやICはわずかしかない。これに代わるものとして2006年12月10日から、ニュルンベルクからリンダウやオーベルストドルフまでを結ぶ高速列車アルゴイ＝フランケン＝エクスプレスが運行されている。ミュンヘンからドナウヴェルトの区間は200km/hrの走行が許可されているため、しばしば試験運転に用いられている。1984年10月17日に120型電気機関車（120 001-3）は250tの負荷をかけた特別列車で、三相交流誘導電動機車両として当時最速となる265km/hを記録した。

#### 公共旅客交通
ドナウヴェルト市内およびドナウ＝リース郡内の公共旅客交通はドナウ＝リース交通会社（VDR: Verkehrsgemeinschaft Donau-Ries）が運営している。ドナウヴェルト市内には3系統の市バス路線があり、いずれもドナウヴェルト駅のバス停を起点または終点としている。
2008年4月30日、郡議会はドナウヴェルトの都市交通に関し、新たな公共旅客交通計画の開始を決議した。

### 地元企業
- ユーロコプター: ドイツ＝フランスのヘリコプター製造業者で、ドナウヴェルトにそのドイツセンターがある。この会社は以前はMBBに属していた。
- ケーテ・クルーゼ: 人形製造
- Gubi: 食品チェーン、食肉加工

### メディア
ドナウヴェルトでは、アウクスブルガー企業グループに属す日刊紙「ドナウヴェルト・ツァイトゥング」が刊行されている。同グループ他紙との違いは、主に地方面である。
ドナウヴェルトのラジオ放送局は、ドナウヴェルト、ディリンゲン、アウクスブルクの一部地方のローカル情報を提供しており、ラジオ RT.1 ノルトシュヴァーベンで放送されている。

## 人物

### 出身者
- マルガレータ・エプナー（1291年頃 - 1351年）カトリック神秘主義者
- ゼバスティアン・フランク（1499年 - 1542年または1543年）年代記作者、出版者、地理学者、格言収集家
- フランツ・ハルトマン（1838年 - 1912年）神智学者、フリーメイソン会員、薔薇十字団会員、秘教的作品の著者
- ヴェルナー・エック（1901年 - 1983年）作曲家。現在のアウフゼスハイム区出身。1971年に名誉市民となった。
- ヴェルナー・シュニッツァー（1942年 - ）俳優
- マンフレート G. シュミット（1948年 - ）政治学者
- カロリン・ヒングスト（1980年 - ）棒高跳び選手
- セルカン・ギューフェニシュク（1980年 - ）サッカー選手
- ヴェロニカ・エーベルレ（1988年 - ）ヴァイオリニスト

### ゆかりの人物
- ケーテ・クルーゼ（1883年 - 1968年）人形作家

## 引用
1. ↑  https://www.statistikdaten.bayern.de/genesis/online?operation=result&code=12411-003r&leerzeilen=false&language=de Genesis-Online-Datenbank des Bayerischen Landesamtes für Statistik Tabelle 12411-003r Fortschreibung des Bevölkerungsstandes: Gemeinden, Stichtag (Einwohnerzahlen auf Grundlage des Zensus 2011)
2. ↑  リヒテンシュタイン家の由来はオーストリアのウィーン近郊であるが、リヒテンシュタイン家の祖であるフーゴはドナウヴェルトの貴族出身であった。
3. ↑  Bayerische Landesbibliothek Online
4. ↑  Heinrich Gottfried Gengler: Regesten und Urkunden zur Verfassungs- und Rechtsgeschichte der deutschen Städte im Mittelalter, Erlangen 1863, 806-822ページ.
5. ↑  Gedenkstätten für die Opfer des Nationalsozialismus. Eine Dokumentation, Band 1. Bundeszentrale für politische Bildung, Bonn 1995, ISBN 3-89331-208-0, S. 130
6. ↑  Nahverkehrsplan Donau-Ries（ドナウ＝リース郡の近郊交通） 2009年7月27日 確認